# Lucas y Silvio
Lucas y Silvio es una serie de historieta cómica creada por Juan López Fernández (Jan), entonces con el seudónimo Juan José , para varios tebeos cubanos.

## Trayectoria editorial
De vuelta en España y en 1971, Jan recuperó la serie para la revista "Strong".
La continuó un año después en "Piñón" con el nuevo título de Virgilio y Katakrak. También apareció como Tom y Met en Patufet.
En 1973, Euredit publicó el álbum monográfico Los maravillosos viajes de Lucas y Silvio dentro de su colección "Maxi Álbum".